# Furio Honsell
Furio Honsell (Gènova, 20 d'agost de 1958), és un matemàtic i polític italià, actual síndic d'Udine. També ha estat rector de la Universitat d'Udine de 2001 a 2008.
Es llicencià en matemàtiques a la Universitat de Pisa el 1980 i es diplomà a l'Scuola Normale Superiore de Pisa el 1983, ha treballat a la Universitat de Torí i a la Universitat d'Edimburg. El 1989 va començar a treballar a la Universitat d'Udine, on ha estat professor ordinari, president de la facultat de Ciències Matemàtiques, Físiques i Naturals, i el 21 de juny de 2001 en fou nomenat rector, càrrec que va deixar per a presentar-se a les eleccions municipals de 2008.

## Política
El 2008 Honsell fou candidat a alcalde d'Udine per la coalició de centreesquerra "Innovare con Honsell" impulsada pel  Partit Democratic. Hi fou el candidat més votat, amb 24.907 vots (52,7%), i fou escollit alcalde sobre el candidat de centredreta Enzo Cainero.
| Precedit per: Sergio Cecotti | Alcaldes d'Udine 2008 - actual | Succeït per: en el càrrec |